# PIGL
PIGL (англ. Phosphatidylinositol glycan anchor biosynthesis class L) – білок, який кодується однойменним геном, розташованим у людей на короткому плечі 17-ї хромосоми. Довжина поліпептидного ланцюга білка становить 252 амінокислот, а молекулярна маса — 28 531.
| 10         |  | 20         |  | 30         |  | 40         |  | 50         |
| ---------- |  | ---------- |  | ---------- |  | ---------- |  | ---------- |
| MEAMWLLCVA |  | LAVLAWGFLW |  | VWDSSERMKS |  | REQGGRLGAE |  | SRTLLVIAHP |
| DDEAMFFAPT |  | VLGLARLRHW |  | VYLLCFSAGN |  | YYNQGETRKK |  | ELLQSCDVLG |
| IPLSSVMIID |  | NRDFPDDPGM |  | QWDTEHVARV |  | LLQHIEVNGI |  | NLVVTFDAGG |
| VSGHSNHIAL |  | YAAVRALHSE |  | GKLPKGCSVL |  | TLQSVNVLRK |  | YISLLDLPLS |
| LLHTQDVLFV |  | LNSKEVAQAK |  | KAMSCHRSQL |  | LWFRRLYIIF |  | SRYMRINSLS |
| FL         |  |            |  |            |  |            |  |            |

A: Аланін

C: Цистеїн

D: Аспарагінова кислота

E: Глутамінова кислота

F: Фенілаланін

G: Гліцин

H: Гістидин

I: Ізолейцин

K: Лізин

L: Лейцин

M: Метіонін

N: Аспарагін

P: Пролін

Q: Глутамін

R: Аргінін

S: Серин

T: Треонін

V: Валін

W: Триптофан

Кодований геном білок за функцією належить до гідролаз. 
Задіяний у такому біологічному процесі, як альтернативний сплайсинг. 
Локалізований у мембрані, ендоплазматичному ретикулумі.